# Redes inalámbricas de nueva generación
Las redes inalámbricas de nueva generación son redes experimentales, como lo era Internet hace 10 u 12 años, utilizan nuevas tecnologías, son el banco de pruebas de nuevos protocolos de comunicaciones y nuevas aplicaciones y además en ellas se desarrollan los protocolos de la Internet del futuro.

## Las redes de nueva generación
Pretendieron inicialmente transmitir a mayor velocidad. Hoy buscan transmitir información con Calidad de Servicio (QoS).

### Qué es QoS
QoS o Calidad de Servicio (Quality of Service, en inglés) son las tecnologías que garantizan la transmisión de cierta cantidad de datos en un tiempo dado (throughput). Calidad de servicio es la capacidad de dar un buen servicio. Es especialmente importante para ciertas aplicaciones tales como la transmisión de video o voz. (http://es.wikipedia.org/wiki/Calidad_de_Servicio)
Inicialmente el objetivo de las redes era tener la capacidad de enviar información entre dos puntos. Se hacía el “mejor esfuerzo” para que la información llegara a cierta velocidad y en cierto tiempo.
El desarrollo de aplicaciones en tiempo real requiere adicionalmente que la información llegue:
- A una cierta tasa de bits – Throughput.
- En un tiempo determinado – demora.
- Con una variación de la demora determinada – Jitter.
- Con pérdida de paquetes menor a cierto umbral.

Esto permite transmitir datos, voz, imágenes, video, etc.

## Redes Personales (PAN) IEEE 802.15
- Dos tecnologías disponibles:

- - Bluetooth.
  - UWB (Banda Ultra-Ancha).

### 802.15.4
- Desarrollada inicialmente por Ericsson para accesos a corta distancia.
- Promete eliminar los cables de ratones, computadores, teclados, teléfonos, cámaras digitales y cualquier dispositivo móvil.
- Permite utilizar múltiples medios, RF, celular, punto a punto, convencional.. Etc.

### Bluetooth
- Wireless Personal Area Network (picoceldas)
- Bluetooth - 802.15
- Banda de 2,4 Ghz
- Velocidades de 1 a 20 Mbps
- Alcance en metros (11 m )

significado= diente azul.

### Banda Ultra-Ancha (UBW)
- Es una banda de 500 MHz en el espectro entre 3,1 y 10,6 Ghz
- Se transmite directamente sin modulación
- Alcances de ~10 m
- Se trabaja en la normalización 802.15.3a
- Los partidarios dicen que volverá obsoleta a Bluetooth

## Redes Inalámbricas de Área Local  (WLAN)
- Surgimiento de puntos calientes (Hotspots) de acceso gratuito o pago
  -     - Hoteles
    - Bibliotecas
    - Cafés
    - Universidades
    - Aeropuertos, Metros, etc.
- Ciudades con acceso inalámbrico

### WLAN (wi-fi)
- Wireless Local Area Networks.
- Estándares son parte del grupo de trabajo 802.11 de la IEEE.
- Los cuatro estándares principales son:
  - 802.11a 6 a 54 Mbps banda de 5 GHz
  - 802.11b  11 Mbps banda de 2.4 GHz
  - 802.11g a 54 Mbps banda de 2.4 GHz (interoperable con 802.11b)
  - 802.11n a 300 Mbps banda de 2.4 GHz o 2.2 GHz

El alcance de cada estándar varía influido por la frecuencia en la que opera.

## Redes Metropolitanas IEEE 802.16 (WiMax)
- Redes de gran ancho de banda para realizar conexiones punto-multipunto
- Estandarización de una tecnología llamada LMDS (Local Multipoint Distribution System) que es usada en Colombia
  - Esfuerzo por estandarizar también MMDS (2,3 Ghz)
- 802.16 usa dos bandas de frecuencia
  - 10-66 Ghz licenciada
  - 2–11 GHz licenciada

### W-MAN (2)
- Relación de transmisión de datos de 120 Mbps y superiores
  - Usando canales entre 25 y 28 MHz en la banda entre 10 y 66 GHz
- Suministra una última milla sin cobre a alta velocidad
- En Colombia hay licencias para usar tecnologías similares en la banda de 29 a 31 GHz (LMDS).
- En la jerga 802.16 se conoce como WiMax
  - En Europa comenzó como Hiperman

## Tecnologías Celulares de nueva generación
- Generación 2.5 (GSM y CDMA1x)
  - Datos hasta 384 kbps
  - Videoconferencia
  - Internet inalámbrico (WAP, i- Mode)

## La próxima generación 4G
- Transmisión de alta velocidad (50-100 Mbps)
- Soporte de IPv6
- Uso de banda de microondas de 3 a 6 GHz
- Costos reducidos del sistema 1/10 de 3G

## Conclusiones
- Las nuevas tecnologías son impulsoras de nuevos desarrollos.
- Las tecnologías inalámbricas han permitido llevar la red y la conectividad a muchos lugares.
- El Estado tiene un papel regulador los reguladores y el principal impulsor de estas tecnologías.
- Se deben impulsar proyectos de nueva generación para permitir cerrar la brecha digital
- Proyectos que deben, en lo posible, ser autosostenibles.

- Datos: Q5573040